# Dušan Pavlović
Dušan Pavlović (ur. 24 września 1977) – szwajcarski piłkarz występujący na pozycji pomocnika. Posiada także serbski paszport. Występował w młodzieżowych reprezentacjach Szwajcarii.
W Swiss Super League rozegrał 157 spotkań i zdobył 17 bramek.